# Wiktor Wasin
Wiktor Władimirowicz Wasin (ros. Виктор Владимирович Васин, ur. 6 października 1988 w Leningradzie) – rosyjski piłkarz grający na pozycji środkowego obrońcy.

## Kariera klubowa
Karierę piłkarską Wasin rozpoczął w klubie DYuSSh Smena-Zenit, będącym szkółką piłkarską Zenitu Petersburg. Następnie w 2006 roku przeszedł do Spartaka Nalczyk. Na początku 2009 roku został wypożyczony do FK Niżny Nowogród, grającym w Pierwszej Dywizji. Tam był podstawowym zawodnikiem zespołu i po sezonie wrócił do Spartaka, w którym także wywalczył miejsce w wyjściowej jedenastce.
W 2011 roku Wasin został piłkarzem CSKA Moskwa, z którego był dwukrotnie wypożyczany - do Mordowija Sarańsk i FK Ufa.

## Kariera reprezentacyjna
W reprezentacji Rosji zadebiutował 17 listopada 2010 roku w towarzyskim spotkaniu z Belgią (0:2).
Był częścią kadry Rosji na Pucharze Konfederacji 2017.

## Sukcesy
CSKA Moskwa
- Primjer Liga: 2012–13, 2013–14
- Puchar Rosji: 2013
- Superpuchar Rosji: 2013